# ホディン人
- ホーディンツ人
- ホッディン人
- ホディンス人
- ホディニアン人
- コディンチ人

ホディン人（ホディンじん、英：Khodynts, 露：Ходынцы）は、ロシア・アナディリ川上流に沿って居住したユカギール人の一派。現在は存在していない。

## 概要
トナカイ狩りを生業としており、チュバンチー語の方言を話したとされる。チュヴァン人と同化して消滅した。